# Ducado de Medina de Rioseco
El ducado de Medina de Rioseco es un título nobiliario español con grandeza immemorial, concedido por el emperador Carlos V de Alemania, Carlos I de España, el 22 de abril de 1538 a Fernando Enríquez de Velasco, almirante de Castilla, señor de Medina de Rioseco y III conde de Melgar.
El origen del linaje de los Enríquez se remonta a Fadrique Alfonso de Castilla, maestre de la Orden de Santiago e hijo ilegítimo del rey Alfonso XI de Castilla y de su amante, Leonor de Guzmán. Sus descendientes ostentaron la dignidad de Almirantes de Castilla y tuvieron a Medina de Rioseco como capital de sus estados feudales. Formaron en todo momento parte de la más limitada élite del poder nobiliario en Castilla durante la Baja Edad Media y junto con otros 19 linajes españoles fueron reconocidos por Carlos V en 1520 como uno de los primeros Grandes de España.
Extinguida la línea masculina de los duques de Medina de Rioseco, pasó el título, por línea femenina y de acuerdo en el derecho sucesorio español, a la casa de los señores duques de Osuna, ostentando actualmente el título ducal de Medina de Rioseco María Asunción de Latorre y Téllez-Girón.

## Señores de Medina de Rioseco
- Alfonso Enríquez (m. 1490), casado en 1390 con Juana de Mendoza. Le sucedió su hijo:[1]
- Fadrique Enríquez (m. 23 de diciembre de 1473), casado en primeras nupcias con Marina de Córdoba y en segundas con Teresa de Quiñones: le sucedió su hijo:[1]
- Alonso Enríquez de Quiñones (m. 12 de mayo de 1485), contrajo matrimonio con María de Velasco. Le sucedió su hijo:[1]
- Fadrique Enríquez de Velasco (m. 9 de enero de 1538), se casó con Ana de Cabrera, condesa de Módica: le sucedió su hermano Fernando, el primer duque de Medina de Rioseco:[1]

## Duques de Medina de Rioseco
- Fernando Enríquez de Velasco (m. después del 26 de junio de 1542), I duque de Medina de Rioseco,[1][2] III conde de Melgar[3] y almirante de Castilla.

Casó con María Ana Girón, hija de Juan Téllez-Girón, II conde de Ureña y de Leonor de la Vega Velasco. Le sucedió su hijo:
- Luis Enríquez y Girón también llamado Luis Enríquez de Mendoza y Téllez-Girón, (m. Valladolid, 24 de septiembre de 1572),[2] II duque de Medina de Rioseco,[2] IV conde de Melgar,[3] almirante de Castilla y caballero de la Orden del Toisón de Oro.

Casó con Ana de Cabrera y Moncada, VI condesa de Módica, Le sucedió su hijo:
- Luis Enríquez de Cabrera (m. 26 de mayo de 1596), III duque de Medina de Rioseco,[5][1] V conde de Melgar,[6]  VII conde de Módica,[5] VIII conde de Osona, XVII vizconde de Cabrera,[5] XXXII vizconde de Bas,[5] almirante de Castilla y caballero de la Orden del Toisón de Oro.[1] Enajenó ambos viscondados y el condado de Osona, con autorización real, a Francisco de Moncada.

Contrajo matrimonio el 26 de mayo de 1596 con Ana de Mendoza.  Le sucedió su hijo:
- Luis Enríquez de Cabrera y Mendoza (m. 16 de agosto de 1600), IV duque de Medina de Rioseco[5] desde el 26 de mayo de 1596, VI conde de Melgar,[6] almirante de Castilla y caballero de la Orden del Toisón de Oro.

Casó el 31 de diciembre de 1587 con Vittoria Colonna. Le sucedió su hijo:
- Juan Alfonso Enríquez de Cabrera y Colonna (1599-Madrid, 7 de febrero de 1647), V duque de Medina de Rioseco,[1][5] VII conde de Melgar,[6] almirante de Castilla, virrey de Nápoles, mayordomo mayor del rey y consejero de Estado y Guerra.

Casó en primeras nupcias con Francisca de Sandoval y Padilla y en segundas, 28 de noviembre de 1612 con Luisa de Sandoval y Padilla, hermana de su primera esposa. Le sucedió su hijo del segundo matrimonio:
- Juan Gaspar Enríquez de Cabrera y Sandoval (Madrid, 10 de julio de 1625-Madrid, 25 de septiembre de 1691), VI duque de Medina de Rioseco,[1][7] VIII conde de Melgar,[8] almirante de Castilla, caballerizo mayor del rey y consejero de Estado y Guerra.

Contrajo un primer matrimonio el 19 de enero de 1641 con Elvira Ponce de León y de Toledo (m. 30 de septiembre de 1691), del cual era su segundo matrimonio, y en segundas nupcias casó con Leonor de Rojas Enríquez. Le sucedió su hijo del primer matrimonio:
- Juan Tomás Enríquez de Cabrera y Álvarez de Toledo (Génova, 1646-Lisboa, 23 de junio de 1705),[7] VII duque de Medina de Rioseco,[1][7]  IX conde de Melgar,[8] caballerizo mayor, consejero de Estado, gobernador de Milán, virrey de Cataluña, capitán general de Costas del Mar Océano.

Casó en primeras nupcias el 9 de septiembre de 1662 con Ana Catalina de la Cerda y Enríquez (m. 28 de febrero de 1696) y en segundas el 1 de junio de 1697 con Ana Catalina de la Cerda y Aragón, sobrina carnal de su primera esposa (m. 10 de diciembre de 1698). Fue el IX y último almirante de Castilla ya que el almirantazgo fue suprimido debido al apoyo que había prestado al archiduque Carlos V y su oposición a Felipe V de España. Había sido nombrado embajador en París en septiembre de 1702, cargo que consideró una afrenta, y desobedeciendo al rey, se exilió en Portugal en vez de dirigirse a la embajada en París.  Le sucedió su hermano:
- Luis Enríquez de Cabrera y Álvarez de Toledo (m. 1713), VIII duque de Medina de Rioseco[7] y X conde de Melgar.[10]

Contrajo matrimonio el 1 de mayo de 1674 con Teresa Enríquez de Almansa, IX marquesa de Alcañices, III marquesa de Santiago de Oropesa, señora de Almansa y de Loyola.  Le sucedió su hijo:
- Pascual Enríquez de Cabrera y Almansa  (Madrid, mayo de 1682-21 de enero de 1739), IX duque de Medina de Rioseco,[1][7] XI conde de Melgar,[11] X marqués de Alcañices,[7] IV marqués de Santiago de Oropesa.[7]

Casó el 25 de agosto de 1709 con Josefa María Pacheco y Rojas (también llamada Josefa María Pacheco Téllez-Girón), sin sucesión de su matrimonio, le sucedió después de un largo pleito, su pariente de una rama colateral:
- Francisco Alfonso Pimentel Vigil de Quiñones (m. 2 de noviembre de 1763), X duque de Medina de Rioseco,[7] XII conde de Melgar[13] y XIV conde de Benavente, XI duque de Benavente y II duque de Arión.[7] Sucedió, por cesión, su hermano:[7]

- Ignacio Pimentel de Zúñiga (m. 3 de septiembre de 1764), XI duque de Medina de Rioseco,[14] XIII conde de Melgar,[15] III duque de Arión y V conde de Fontanar.[14] Murió sin descendencia y le sucedió su primo, después de un pleito por la titularidad del ducado en el que se dictó sentencia en 1771 a favor de su pariente:[16][a]

- Joaquín María Enríquez Pimentel y Toledo (m. 26 de octubre de 1792), XII duque de Medina de Rioseco[14] y XIV conde de Melgar.[17]

Casó el 8 de enero de 1746 con María Bernarda de Cernesio y Guzmán (m. 1802). Tuvieron solamente una hija, María Petronila de Alcántara Enríquez y Cernecio que fue VII marquesa de Mancera, VIII marquesa de Malpica, IX marquesa de Povar, VI marquesa de Montalbo, VII condesa de Gondomar.  Sucedió en el ducado de Medina de Rioseco y el condado de Melgar, por falta de descendencia masculina, su hermano:
- Serafín Pimentel y Álvarez de Toledo (m. 25 de enero de 1799), XIII duque de Medina de Rioseco,[14] XV conde de Melgar,[18] VIII marqués de Mirabel, V conde de Berantevilla y mariscal de campo.

Casó el 9 de enero de 1793 con María Ángela Fernández de Córdoba. Murió sin descendencia y, después de un pleito, le sucedió en el ducado su pariente de una rama colateral, nieto de María Josefa Pimentel y Téllez-Girón, XV condesa y XII duquesa de Benavente:
- Pedro de Alcántara Téllez-Girón y Beaufort Spontin (m. 29 de agosto de 1844), XIV duque de Medina de Rioseco,[14] XVI conde de Melgar,[18] XI duque de Osuna, XII duque de Lerma, XII marqués del Cenete, XIV duque del Infantado, XIII duque de Benavente, XV duque de Gandía, XIV duque de Béjar y XIII duque de Arcos.[14] Le sucedió su hermano.[14]

- Mariano Francisco de Borja Téllez Girón y Beaufort Spontin (2 de junio de 1882), XV duque de Medina de Rioseco,[14]  XVII conde de Melgar,[18] XII duque de Osuna, XIII duque de Lerma, XIII marqués de Cenete, XV duque del Infantado, XIV duque de Benavente, XVI duque de Gandía, XV duque de Béjar y XIV duque de Arcos.[14]  Murió sin descendencia y sus títulos se repartieron entre varios herederos.[14]  En el ducado de Medina de Rioseco le sucedió en 1882:[1][b]

- Pedro de Alcántara Téllez-Girón y Fernández de Santillán, XVI duque de Medina de Rioseco,[14] XIII duque de Osuna,[14] III príncipe de Anglona y X marqués de Jabalquinto.[14] Sucedió, por sentencia de 1884, su sobrina:[14]

- María de la Piedad Téllez-Girón y Fernández de Velasco (m. 2 de diciembre de 1897), XVII duquesa de Medina de Rioseco[14] y XV condesa de Peñaranda de Bracamonte. Era hija de Tirso María Téllez-Girón y Fernández de Santillán y de Bernardina María de la Presentación Fernández de Velasco y Roca de Togores.

Contrajo matrimonio el 16 de julio de 1871 con Alberto Manso de Velasco y Chaves, VI. conde de Superunda.  Sucedió, por sentencia del 7 de febrero de 1900, su sobrina carnal, hija de su hermano Francisco de Borja Téllez-Girón López Pacheco, XV duque de Escalona, y de Ángela María de Constantinopla Fernández de Córdoba-Figueroa.
- María del Rosario Téllez-Girón Fernández de Córdoba (Madrid, 7 de septiembre de 1872-27 de enero de 1948[20]), XVIII duquesa de Medina de Rioseco,[21][14] XV condesa de Peñaranda de Bracamonte y XII condesa de Pinto.[14]

Casó en primeras nupcias con Francisco de Asís Ruiz de Arana y Osorio de Moscoso, matrimonio anulado.  En segundas nupcias, casó el 6 de marzo de 1904, en Madrid, con Victorino Miguel de Chaves y Cistué, IX conde de Cobatillas, y en terceras, casó con su cuñado, hermano de su segundo marido, Domingo de Chaves y Cistué, V marqués de Quintanar, II marqués de Velagómez y  VII conde de Santibáñez del Río. Sin descendencia, por cesión del 26 de noviembre de 1906, sucedió su hermana, a quien Salazar y Acha tiene como XVIII duquesa de Medina de Rioseco.
- Bernardina Téllez-Girón y Fernández de Córdoba (Burdeos, 6 de octubre de 1873- Madrid, 19 de febrero de 1964), XIX duquesa de Medina de Rioseco[22] y condesa de la Puebla de Montalbán.[22]

Contrajo dos matrimonios: el primero el 18 de enero de 1906 con Luis de Eizmendi y Ulloa (m. 21 de abril de 1913), y el segundo con Manuel Rodríguez de Acuña y Dorta.  Le sucedió su sobrina carnal, la única hija de su hermano Mariano Téllez-Girón, V duque de Osuna.
- Ángela María Téllez-Girón y Duque de Estrada (m. 29 de mayo de 2015), XX duquesa de Medina de Rioseco.[22][23]

Casada el 26 de octubre de 1946 con Pedro de Solís-Beaumont y Lasso de la Vega y en segundas nupcias el 6 de diciembre de 1963 con José María Latorre y Montalvo, vi marqués de Montemuzo. Cedió el título a su hija de su segundo matrimonio:
- María Asunción Latorre y Téllez-Girón, XXI duquesa de Medina de Rioseco,[22][25] XVI condesa de Salazar de Velasco en 1995 por cesión de su madre.[26]

Casada el 29 de junio de 1997, en la iglesia de Nuestra Señora de la Paz de la Puebla de Montalbán (Toledo), con Cristóbal de Castillo e Ybarra.